# 1518
- Wikisource

| Calendário gregoriano                                                        | 1518 MDXVIII                                           |
| Ab urbe condita                                                              | 2271                                                   |
| Calendário arménio                                                           | 967 – 968                                              |
| Calendário bahá'í                                                            | -326 – -325                                            |
| Calendário budista                                                           | 2062                                                   |
| Calendário chinês                                                            | 4214 – 4215 Início a 11 de fevereiro (aproximadamente) |
| Calendário copta                                                             | 1234 – 1235                                            |
| Calendário etíope                                                            | 1510 – 1511                                            |
| Calendários hindus - Vikram Samvat - Calendário nacional indiano - Cáli Iuga | 1573 – 1574 1439 – 1440 4618 – 4619                    |
| Calendário Holoceno                                                          | 11518                                                  |
| Calendário islâmico                                                          | 924 – 925                                              |
| Calendário judaico                                                           | 5278 – 5279                                            |
| Calendário persa                                                             | 896 – 897                                              |
| Calendário rúnico                                                            | 1768                                                   |
| Calendário solar tailandês                                                   | 2061                                                   |

1518 (MDXVIII, na numeração romana) foi um ano comum do século XVI do Calendário Juliano, da Era de Cristo, a sua letra dominical foi C (52 semanas), teve início a uma sexta-feira e terminou também a uma sexta-feira.
| Ano completo                       |
| ---------------------------------- |
| Ano comum com início à sexta-feira |

## Eventos
- Oferta da Cruz do rei Manuel I de Portugal à Sé do Funchal.
- Reformulação do Foral de Abrantes por D. Manuel I.
- Epidemia de Dança, um caso de dançomania, vitima diversas pessoas em Estrasburgo.
- 12 de Junho - Mudança da Alfândega de Vila Franca do Campo para Ponta Delgada, ilha de São Miguel, Açores.

## Nascimentos
- 08 de Agosto - Conradus Lycosthenes, humanista, enciclopedista e erudito alsaciano (m. 1561).
- setembro/outubro - Tintoretto, pintor italiano.
- Padre Luís Gonçalves da Câmara, na ilha da Madeira.